# Эль-Леонсито
Национа́льный парк Эль-Леонси́то (исп. Parque Nacional El Leoncito) — одна из федеральных природоохранных территорий в аргентинской провинции Сан Хуан. Создан 18 сентября 2002 года. В парке представлено биоразнообразие экорегиона центральноандской пуны и южноандской степи, а также исторические и палеонтологические объекты (включая часть дорожной системы инков). Площадь национального парка — 897,06 км2.

## Описание
Национальный парк Эль-Леонсито расположен на западных склонах хребта Сьерра-дель-Тонталь в департаменте Калингаста.
Отсутствие загрязнения воздуха в этом удалённом районе и преобладание солнечной ясной погоды представляют собой уникальные условия для астрономических наблюдений. В парке две астрономические обсерватории: астрономический комплекс Эль-Леонсито (CASLEO) и обсерватория имени Феликса Агилара.
Флора в основном состоит из кустарников, типичных для сухих горных районов. Фауна включает такие важные виды как гуанако и сокол-сапсан.